# Drapetis dispar
Drapetis dispar är en tvåvingeart som först beskrevs av Adams 1905.  Drapetis dispar ingår i släktet Drapetis och familjen puckeldansflugor.
Artens utbredningsområde är Zimbabwe. Inga underarter finns listade i Catalogue of Life.